# Кемпер, Джеймс
Джеймс Лоусон Кемпер (James Lawson Kemper; 11 июня 1823 — 7 апреля 1895) — американский юрист, генерал армии Конфедерации в годы гражданской войны и 37-й губернатор Виргинии. Он был самым молодым из командиров бригад и единственным не профессиональным военным из всех участников атаки Пикетта, во время которой ранен, захвачен в плен, но потом спасен.

## Ранние годы
Кемпер родился в Маунтин-Проспект, округ Мадисон, штат Виргиния, и был сыном Вильяма и Марии Эллисон Кемпер, а также братом Фредерика Кемпера, основателя Kemper Military School. Его дед служил при штабе Джорджа Вашингтона во время американской войны за независимость, но сам Кемпер не имел военного образования. В 1858 он окончил Вашингтон-Колледж (сейчас Washington and Lee College) и стал юристом.
Когда началась американо-мексиканская война, Кемпер завербовался в армию и стал капитаном и квартирмейстером 1-го вирджинского пехотного полка, но он поступил на службу слишком поздно (1847) и не успел принять участия в боевых действиях. В 1858 он служил бригадным генералом вирджинского ополчения.
В 1858 он был избран в вирджинский Дом делегатов. Он стал председателем Военного Комитета (Military Affairs Committee), где выступал за необходимость боевой готовности штата. В начале 1861 года он стал спикером и оставался на этой должности до 1863 года. Его пребывание спикером совпало с годами службы в армии Конфедерации.

## Гражданская война
Когда началась гражданская война, Кемпер служил бригадным генералом в армии Вирджинии, а затем полковником в армии Конфедерации, где с мая 1862 года командовал 7-м вирджинским пехотным полком. Его полк входил в состав бригады Эмброуза Хилла (в дивизии Лонгстрита). Первым сражением для него стало Первое сражение при Булл-Ране. Позже он хорошо проявил себя в сражении при Севен-Пайнс и 3 июня 1862 года был повышен до бригадного генерала. Он даже недолго командовал дивизией в корпусе Лонгстрита — после ранения Джорджа Пикетта.
Бригада Кемпера во время Семидневной битвы состояла из пяти вирджинских полков:
- 1-й Вирджинский пехотный полк; кап. Нортон
- 7-й Вирджинский пехотный полк; полк. Уоллер Паттон
- 11-й Вирджинский пехотный полк кап. Кирквуд Отей
- 17-й Вирджинский пехотный полк; полк. Монтгомери Корсе
- 24-й Вирджинский пехотный полк; подп. Петер Хейистон
- батарея Роджерса; кап. Артур Роджерс

30 июня 1862 года бригада Кемпера первой пошла в наступление во время сражения при Глендейле и достигла некоторого успеха, захватив батарею противника. Соседние бригады продвигались медленнее, ввиду чего Кемпер оказался в опасном положении но сумел удержать позицию до подхода бригад Арчера и Пикетта.
Во втором сражении при Булл-Ран Кемпера, временно командующий дивизией Пикетта, участвовал в организованной Лонгстритом атаке на левый фланг федеральной армии. Ударной дивизией той атаки была дивизия Худа, а дивизия Кемпера стояла от неё сразу справа.
Во время сражения при Энтитеме Кемпер командовал бригадой (в дивизии Дэвида Джонса), которая стояла на крайнем правом фланге армии и в 15:00 только его бригада и бригада Дрейтона остались на этом участке фронта, как раз тогда, когда началось наступление всего корпуса федерального генерала Бернсайда. Кемпера спасло только неожиданное появлении дивизии Хилла.
Во время сражения при Фредериксберге бригаде Кемпера стояла в резерве и не участвовала в боевых действиях. В 1863 году его бригада была включена в состав дивизии Пикетта, поэтому не участвовала в сражении при Чанселорсвилле, временно находясь в Суффолке. Однако, она вернулась в действующую армию во время Геттисбергской кампании. В этой кампании его бригада состояла из пяти вирджинских полков: 1-го, 3-го, 7-го, 11-го и 24-го.
В составе дивизии Пикета Кемпер участвовал в битве при Геттисберге, прибыв туда на второй день сражения, 2 июля. Его бригада приняла участие в знаменитой «атаке Пикетта», наступая на крайнем правом фланге дивизии. Когда они перешли Эммитсбергскую дорогу, бригада попала под фланговый огонь двух вермонтских полков и была вынуждена сместиться влево, что немного нарушило единство атаки. Кемпер поднялся на стременах и крикнул своим людям: «Вон там орудия, идем за ними!» (There are the guns, boys, go for them!) Верхом на коне он был хорошей целью, и получил ранения в живот и бедро. Кемпер почти попал в плен, но был спасен сержантом 1-го вирджинского полка Лэй Блантоном. Кемпера доставили назад на Семинарский Хребет. По пути его встретил генерал Ли и спросил насчет серьёзности его раны, на что Кемпер ответил, что по его мнению, она смертельна. Он попросил, чтобы Ли отнесся предельно справедливо к его бригаде за все, что она сделала в этот день.
Во время отступления армии от Геттисберга Кемпер снова попал в плен. 19 сентября 1863 года его обменяли на генерала Чарльза Грехама. Однако состояние здоровья не позволяло ему участвовать в боевых действиях, поэтому он командовал резервными войсками в Вирджинии. Его бригаду передали Уильяму Терри.
19 сентября 1864 года его повысили до генерал-майора.

## Послевоенная деятельность
Пулю, полученую под Геттисбергом, так и не удалось извлечь, поэтому Кемпер страдал болями в паху до конца жизни. После войны он работал юристом и служил первым после Реконструкции губернатором Вирджинии (1 января 1874 — 1 января 1878).
Он умер в Уолнат-Хилс, округ Ориндж, Вирджиния, и был похоронен там на фамильном кладбище.

## В кино
В фильмах «Геттисберг» и «Боги и генералы» роль Кемпера исполнял Ройс Эпплгейт.